# Николаи, Герман (архитектор)
Георг Герман Николай (нем. Georg Hermann Nicolai; 1811—1881) — немецкий архитектор и профессор Академии живописи, скульптуры, гравюры и архитектуры. Вместе с Готфридом Земпером создал дрезденскую школу Земпера-Николаи, которая является выражением архитектурного стиля неоренессанса в Саксонии.

## Биография
Родился 10 января 1811 года в Торгау.
Архитектуре обучался, сначала в Академии изобразительных искусств в Дрездене у Йозефа Тюрмера, а затем в Мюнхенской академии художеств у Фридриха фон Гертнера. В 1834—1835 годах путешествовал по Италии, посетил Париж. После нескольких лет работы в Дрездене, в 1839—1840 годах отправился в новую поездку: через Италию — в Грецию и Турцию. С 1841 (или 1842) по 1845 год он был придворным архитектором в Кобурге при герцогах Эрнсте I и Эрнсте II; руководил реставрационными работами герцогского дворца. С 1845 по 1848 год руководил собственным архитектурным бюро во Франкфурте-на-Майне. В 1848 и 1849 годах снова путешествовал — по Великобритании и Испании.
Летом 1850 года он сменил Готфрида Земпера, бежавшего из-за участия в Дрезденском восстании, на посту директора Дрезденской строительной школы (Dresdner Bauschule) и профессора архитектуры в Академии живописи, скульптуры, гравюры и архитектуры в Дрездене.
Умер 10 июля 1881 года в Боденбахе недалеко от Дечина (Богемия). Похоронен на Троицком кладбище в Дрездене. Его преемником в Академии художеств стал его бывший ученик Константин Липсиус.